# Yliopistonmäki
Yliopistonmäki (en français : colline de l'université) est une colline située dans le quartier I de Turku en Finlande.

## Présentation
Yliopistonmäki est l'une des sept collines de Turku.
Au sommet d'Yliopistonmäki se trouvent des bâtiments de l'Université de Turku, dont le bâtiment principal et la bibliothèque principale ainsi que le château d'eau de Turku.
Yliopistonmäki culmine à 38,8 mètres d'altitude.

## Étymologie
La colline était connue dans les documents de la fin du XVIe siècle sous le nom de Suur-Vatsela ou Mannisvuori.
Pendant très longtemps, la colline a été connue sous le nom de Ryssänmäki. 
On suppose généralement que le nom vient des soldats russes qui ont occupé Turku, mais plus probablement il vient d'un bourgeois nommé Jacob Ryss (Rydz), qui possédait des maisons sur la colline. 
Ryssänmäki a été renommé Vesilinnanmäki dans les années 1940 sur proposition du comité du district de Turku de l'Association Finlande-Russie. 
Ce nom vient du château d'eau (En finnois : Vesilinna), construit en 1940 au sommet de la colline. 
Yliopistonmäki a reçu son nom actuel lorsque l'Université de Turku a quitté ses locaux du bord de la place du marché de Turku et s'est installée dans ses nouveaux bâtiments d'Yliopistonmäki dans les années 1950.

## Protection
Les bâtiments d'Yliopistonmäki sont classés parmi les sites culturels construits d'intérêt national en Finlande inventoriés par la direction des musées de Finlande.

## Galerie

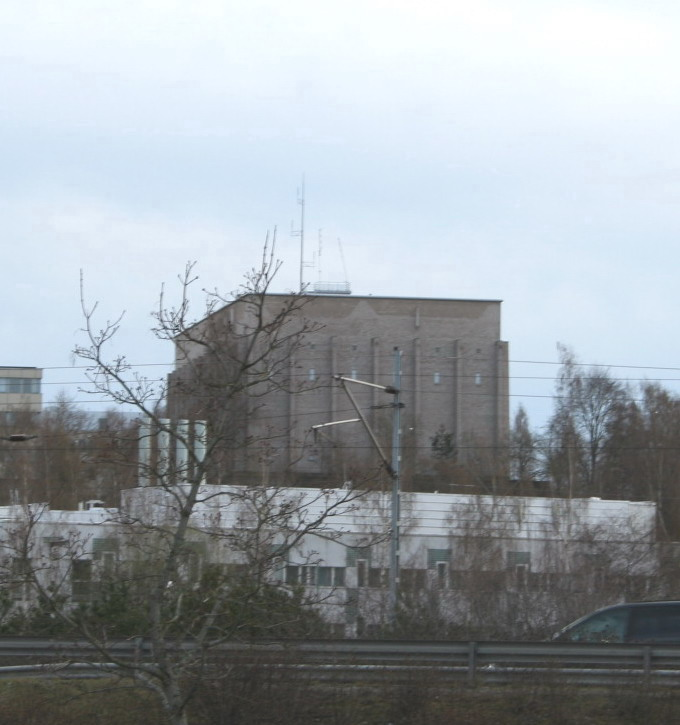
Le château d'eau de Turku.
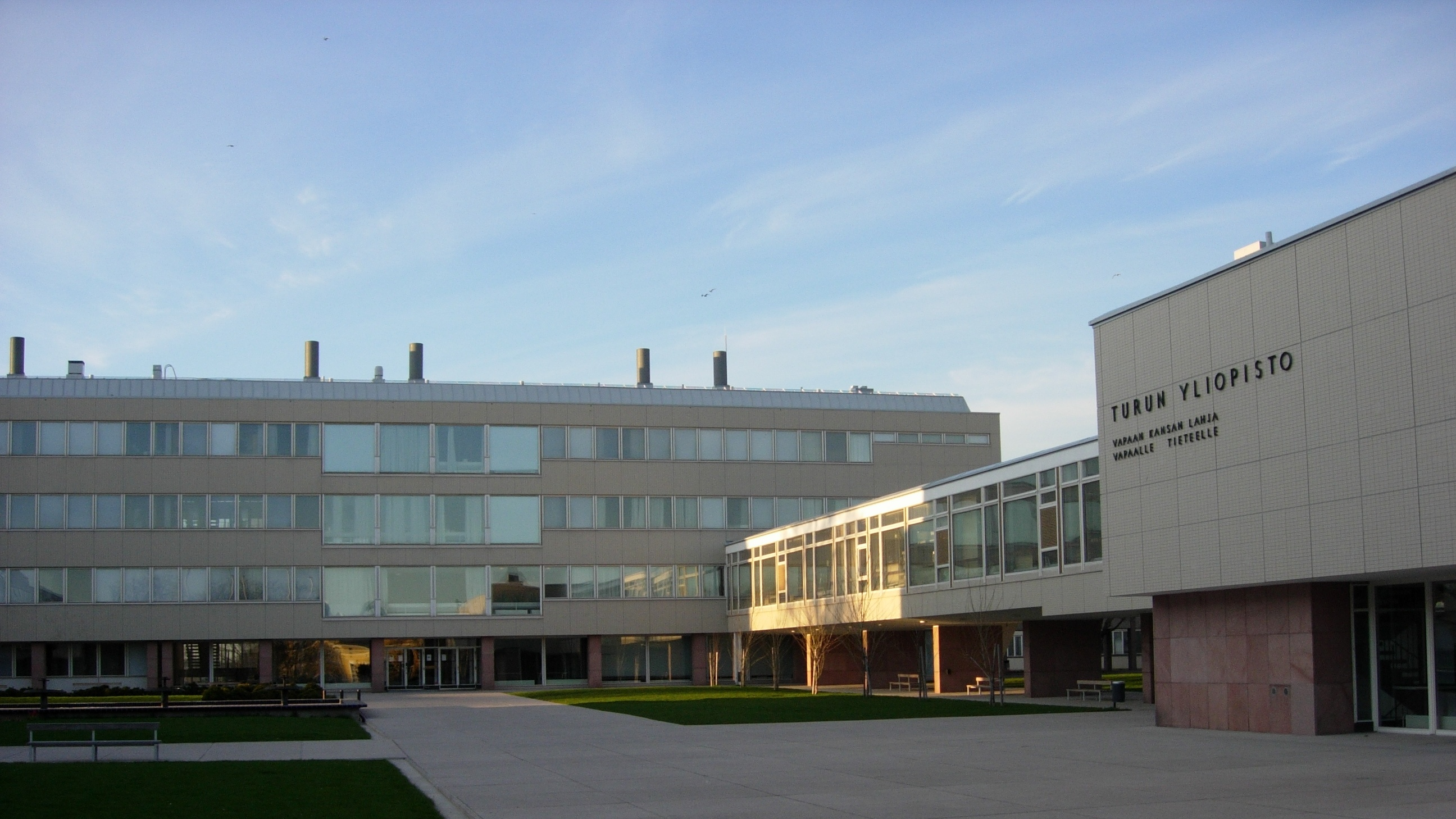
Bâtiments de l'université[4].